# Пистолет за горещо лепене
Пистолет за горещо лепене (на немски: Heißklebepistole или на английски: hot glue gun) е инструмент за преработване на лепило за горещо лепене. Представлява електромеханично устройство, чрез което се разтопява и дозира лепилото за горещо лепене. Първите патенти за тях са от 1949 г. (Алберт Тренент), 1965 г. (Ханс Паулсен) и 1972 г (Джордж Шулц).
Индустриалните пистолети за горещо лепене са продавани първоначално от фирма 3М по наименованието „полигън“ (до 2006 г.). Най-голямо разпространение са получили пистолетите за пръчки от лепило за горещо лепене с диаметър 11 мм и работна температура 120 – 150°С. Срещат се и пистолети с диаметър 7 мм, както и 16 мм и 25 мм с работни температури на състава от 200°С.

## Начин на работа
Най-често използваната форма на заготовката за лепилото за горещо лепене е пръчка с кръгло сечение, която се поставя в задната страна на пистолета и се нагрява до температура на стопяване обикновено от електрически нагревател. Има и вариант с нагряване с пропан бутан. Най-евтините и опростени пистолети нямат подаване на пръчката лепило, а това се извършва чрез натискане на пръчката с палец. Наред с ммеханичните пистолети има и уреди, при които лепилото се разтопява в малък резервоар с нагревател и подават към мястото на залепване с подаването на сгъстен въздух.

## Техника на безопасност
При включване на пистолета зпочва да се нагрява първоначално дюзата на пистолета и затова трябва да се избягва контакт с нея. Горещото лепило достига температура до 200°C и при контакт с кожата предизвиква изгаряния. При попадане на лепила използването на студена вода ще помогне за бързото му втърдяване и отстраняване от кожата. 